# Szendrőlád
Szendrőlád là một thị trấn thuộc hạt Borsod-Abaúj-Zemplén, Hungary. Thị trấn này có diện tích 17,7 km², dân số năm 2010 là 1948 người, mật độ 110 người/km².